# Українські літературні альманахи і збірники XIX — початку XX ст.
«Українські літературні альманахи і збірники XIX — початку XX ст.» — бібліографічний покажчик, який вийшов 1967 року в Києві у видавництві «Наукова думка». 
Є першою спробою зібрати в повному вигляді українські альманахи й збірники, що виходили до 1917 року як в Україні, так і в Росії українською і російською мовами.
Уклав покажчик український бібліограф, письменник Іван Захарович Бойко (1908–1970). Він також підготував для покажчика ґрунтовну статтю «З історії літературних альманахів і збірників на Україні» (стор. 3–24).  
У покажчику розміщено у хронологічній послідовності зміст понад 200 альманахів і збірників  Це альманахи й збірники літературно-художні, літературно-критичні, частково літературно-наукові. Приблизно половину із загального обсягу у 370 сторінок займають довідкові покажчики: алфавітний і топографічний, а також покажчик імен.
Тираж видання становить 1100 примірників.